# Lungau Big Band
Die Lungau Big Band (LBB) ist eine österreichische Big Band aus dem salzburgischen Lungau.

## Geschichte
Die Lungau Big Band wurde 1983 vom Trompeter Horst Hofer im Lungau gegründet. Sein Bedürfnis war, „etwas ganz anderes“ zu machen und er fand auch genügend Musiker aus dem Lungau für eine Big Band.
Die ersten Jahre ihres Bestehens spielten sie traditionelle Arrangements großer Big Bands wie Glenn Miller, Benny Goodman und Tommy Dorsey. Später wandte sich die Band der modernen Big Band Literatur zu (Count Basie, Duke Ellington, Thad Jones, Toshiko Akiyoshi, Peter Herbolzheimer und viele andere).
Die letzten Jahre wurden auch immer mehr Eigenkompositionen gespielt, die von Mitgliedern der Band geschrieben wurden.

## Projekte
Ein wichtiger Teil der Musik der Lungau Big Band sind verschiedene thematische Schwerpunkte.
- in the mood LBB und Swing Sisters: A Tribute to the Andrew Sisters
- LBB goes Soul & Funk (Tony Momrelle voc.)
- the monk´s progress (Musik des Mönchs von Salzburg, einem Komponisten und Autor aus dem späten 14. Jh., in zeitgenössischem Gewand)
- A Tribute to Frank Sinatra LBB feat. Philipp Weiss (voc.)

## Diskografie

### CDs
- Message in the Music (2007), feat. Tony Momrelle
- Monk's Progress (2005)
- Soulmiles (2003), feat. Tony Momrelle
- Live at Montreux (2000), aufgenommen live beim Montreux Jazz Festival
- 15 Years Later (1997), feat. Lynne Kieran
- 10 Years After (1993), feat. Bill Ramsey, Karl Drewo

### DVD
- Roots Lungau Big Band

## Kritikerstimmen
- ...verbreitet einen Sound, der auf den steilen Gipfeln instrumentaler Virtuosität angesiedelt ist. Christa Wieland-Aurora Magazin[4]
- Über "in the mood" ...ein Blick zurück in die "gute alte Zeit" ...und fand in den "Vienna Swing Sisters" den perfekten Partner. Oliver Baumann-Drehpunkt Kultur 6. April 09[5]